# Bosón escalar
Un Bosón escalar es un bosón cuyo espín es igual a cero. Boson significa que tiene un espín de valor entero; El escalar arregla este valor a 0.
El nombre "bosón escalar" surge de la Teoría cuántica de campos. Se refiere a las propiedades de transformación particulares bajo una Transformación de Lorentz.

## Ejemplos
- Varias partículas compuestas conocidas son bosones escalares, por ejemplo, la partícula alfa y el pion. Entre los mesones escalares, se distingue entre el escalar y el pseudoescalar, que se refiere a sus propiedades de transformación bajo paridad.

- El único bosón escalar fundamental del Modelo estándar de física de partículas es el bosón de Higgs. Era la única partícula elemental de modelo que aún no se había medido experimentalmente, aunque en 2013 los datos provenientes del Gran colisionador de hadrones han demostrado la creciente evidencia de haber observado una partícula de Higgs. Hay varios otros bosones escalares fundamentales hipotéticos, como el inflatón.

- Una teoría cuántica de campos muy popular, que utiliza campos bosónicos escalares y se introduce en muchos libros de introducción a las teorías cuánticas de campos,[1] por razones pedagógicas, es la llamada Teoría-{\displaystyle \Phi ^{4}}. Por lo general sirve como un Modelo-juguete para introducirse en los conceptos básicos de la materia.